# Championnat de Turquie de football de deuxième division 2013-2014
 (avril 2024).
Si vous disposez d'ouvrages ou d'articles de référence ou si vous connaissez des sites web de qualité traitant du thème abordé ici, merci de compléter l'article en donnant les références utiles à sa vérifiabilité et en les liant à la section « Notes et références ».
Navigation
Ptt 1. Lig 2012-2013 Ptt 1. Lig 2014-2015
Le championnat de Turquie de football de deuxième division 2013-2014 est un championnat qui oppose des équipes de football de deuxième division turque en 2013-2014. Le championnat oppose dix-neuf clubs en une série de rencontres jouées durant la saison de football.
Les deux premières places de ce championnat permettent d'accéder directement en Süper Lig la saison suivante. Les quatre équipes suivantes sont qualifiées pour les barrages de promotion, qui déterminent la troisième équipe promue.

## Classement
Mise à jour : mai 2014 
| Rang | Équipe                  | Pts | J  | G  | N  | P  | Bp | Bc | Diff |
| ---- | ----------------------- | --- | -- | -- | -- | -- | -- | -- | ---- |
| 1    | Istanbul BBR            | 78  | 36 | 24 | 6  | 6  | 76 | 38 | +38  |
| 2    | BalikesirsporP          | 73  | 36 | 22 | 7  | 7  | 56 | 33 | +23  |
| 3    | Orduspor R              | 71  | 36 | 21 | 8  | 7  | 57 | 30 | +27  |
| 4    | Ankaraspor              | 66  | 36 | 18 | 12 | 6  | 61 | 35 | +26  |
| 5    | Samsunspor              | 65  | 36 | 17 | 14 | 5  | 61 | 36 | +25  |
| 6    | Mersin Talim YurduR     | 60  | 36 | 16 | 12 | 8  | 56 | 43 | +13  |
| 7    | Manisaspor              | 54  | 36 | 16 | 6  | 14 | 55 | 47 | +8   |
| 8    | Karşıyaka               | 49  | 36 | 13 | 10 | 13 | 51 | 49 | +2   |
| 9    | Bucaspor                | 46  | 36 | 14 | 4  | 18 | 47 | 59 | -12  |
| 10   | Denizlispor             | 46  | 36 | 14 | 4  | 18 | 42 | 56 | -14  |
| 11   | Şanlıurfaspor           | 45  | 36 | 12 | 9  | 15 | 46 | 49 | -3   |
| 12   | Adanaspor               | 43  | 36 | 11 | 10 | 15 | 51 | 55 | -4   |
| 13   | Adana Demirspor         | 43  | 36 | 11 | 10 | 15 | 58 | 63 | -5   |
| 14   | Gaziantep BB            | 41  | 36 | 10 | 11 | 15 | 30 | 47 | -17  |
| 15   | Boluspor                | 40  | 36 | 10 | 10 | 16 | 34 | 47 | -13  |
| 16   | FethiyesporP            | 38  | 36 | 10 | 8  | 18 | 47 | 59 | -12  |
| 17   | 1461 Trabzon            | 35  | 36 | 7  | 14 | 15 | 49 | 58 | -9   |
| 18   | TKİ Tavşanlı Linyitspor | 34  | 36 | 9  | 7  | 20 | 39 | 67 | -28  |
| 19   | KahramanmaraşsporP      | 14  | 36 | 2  | 8  | 26 | 31 | 76 | -45  |

Promotions et relégations
- Montée en Spor Toto Süper Lig 2014-2015
- Barrage de promotion pour Spor Toto Süper Lig 2014-2015
- Relégation en Spor Toto 2. Lig

Abréviations
R : Relégué de Spor Toto Süper Lig 2012-2013

P : Promu de Spor Toto 2. Lig

## Barrage de promotion

### Demi-finales 4-5
| 9 mai 2014 | Samsunspor             | 1-0   | Ankaraspor |                                                             |                                                             |
| 19 h 0     | 2e Musa Sinan Yılmazer | (1-0) |            | Samsun 19 Mayıs Stadyumu (Samsun) Arbitrage : Özgür Yankaya | Samsun 19 Mayıs Stadyumu (Samsun) Arbitrage : Özgür Yankaya |

| 13 mai 2014 | Ankaraspor       | 1-1   | Samsunspor         |                                                           |                                                           |
| 21 h 45     | 40e Ragıp Başdağ | (1-1) | 31e Eldin Adilović | Yenikent ASAŞ Stadyumu (Ankara) Arbitrage : Halis Özkahya | Yenikent ASAŞ Stadyumu (Ankara) Arbitrage : Halis Özkahya |

### Demi-finales 3-6
| 9 mai 2014 | Mersin Talim Yurdu                       | 2-1   | Orduspor     |                                                   |                                                   |
| 21 h 15    | 43e Mehmet Yılmaz · 69e Wissem Ben Yahia | (1-1) | 2e Eren Özen | Mersin Stadyumu (Mersin) Arbitrage : Serkan Çınar | Mersin Stadyumu (Mersin) Arbitrage : Serkan Çınar |

| 13 mai 2014 | Orduspor | 0-1   | Mersin Talim Yurdu |                                                    |                                                    |
| 19 h 0      |          | (0-0) | 90+6e Güven Varol  | 19 Eylül Stadyumu (Ordu) Arbitrage : Hüseyin Göçek | 19 Eylül Stadyumu (Ordu) Arbitrage : Hüseyin Göçek |

### Finale
| 18 mai 2014 | Mersin Talim Yurdu               | 2-0   | Samsunspor |                                                                          |                                                                          |
| 17 h 55     | 42e Güven Varol · 87e Cem Sultan | (1-0) |            | Fenerbahçe Şükrü Saracoğlu Stadyumu (Istanbul) Arbitrage : Fırat Aydınus | Fenerbahçe Şükrü Saracoğlu Stadyumu (Istanbul) Arbitrage : Fırat Aydınus |

## Sources
- Site officiel de la TFF